# 1974年のMLBドラフト
1974年のMLBドラフト（1974 First-Year Player Draft）とは、1974年6月に行われたMLBのアマチュアドラフトである。

## 1巡目指名
|  | = オールスターゲーム選出 |

| 順位 | 選手                   | チーム                         | 守備位置 | 学校                               |
| ---- | ---------------------- | ------------------------------ | -------- | ---------------------------------- |
| 1    | ビル・アーモン         | サンディエゴ・パドレス         | 遊撃手   | ブラウン大学                       |
| 2    | トミー・ボッグス       | テキサス・レンジャーズ         | 投手     | ラニア高校                         |
| 3    | ロニー・スミス         | フィラデルフィア・フィリーズ   | 外野手   | センテニアル高校                   |
| 4    | トム・ブレナン         | クリーブランド・インディアンス | 投手     | ルイス大学                         |
| 5    | デール・マーフィー     | アトランタ・ブレーブス         | 捕手     | ウッドロー・ウィルソン高校         |
| 6    | ブッチ・エッジ         | ミルウォーキー・ブルワーズ     | 投手     | エル・カミロ・ファンダメンタル高校 |
| 7    | スコット・トンプソン   | シカゴ・カブス                 | 外野手   | ノーク高校                         |
| 8    | ラリー・モンロー       | シカゴ・ホワイトソックス       | 投手     | フォレストビュー高校               |
| 9    | ロン・ソリー           | モントリオール・エクスポズ     | 三塁手   | ステビンズ高校                     |
| 10   | マイク・マイリー       | カリフォルニア・エンゼルス     | 遊撃手   | ルイジアナ州立大学                 |
| 11   | ロッド・スケリー       | ピッツバーグ・パイレーツ       | 投手     | フグ高校                           |
| 12   | デニス・シェリル       | ニューヨーク・ヤンキース       | 遊撃手   | サウス高校                         |
| 13   | ギャリー・テンプルトン | セントルイス・カージナルス     | 遊撃手   | サンタアナバレー高校               |
| 14   | テッド・シップリー     | ミネソタ・ツインズ             | 遊撃手   | ヴァンダービルト大学               |
| 15   | ケビン・ドレイク       | ヒューストン・アストロズ       | 外野手   | カブリロ高校                       |
| 16   | ランス・パリッシュ     | デトロイト・タイガース         | 三塁手   | ウォールナット高校                 |
| 17   | クリフ・スペック       | ニューヨーク・メッツ           | 投手     | ビーバートン高校                   |
| 18   | ウィリー・ウィルソン   | カンザスシティ・ロイヤルズ     | 外野手   | サミット高校                       |
| 19   | テリー・リー           | サンフランシスコ・ジャイアンツ | 二塁手   | サンルイス・オビスポ高校           |
| 20   | エディ・フォード       | ボストン・レッドソックス       | 遊撃手   | サウスカロライナ大学               |
| 21   | リック・サトクリフ     | ロサンゼルス・ドジャース       | 投手     | バンホーン高校                     |
| 22   | ジェリー・ジョンソン*  | オークランド・アスレチックス   | 捕手     | マッカラム高校                     |
| 23   | スティーブ・リード     | シンシナティ・レッズ           | 投手     | フォートウェイン高校               |
| 24   | リッチ・ダウアー       | ボルチモア・オリオールズ       | 三塁手   | サウスカロライナ大学               |

*未契約